# Dimerogonus aveburyi
Dimerogonus aveburyi är en mångfotingart som beskrevs av Filippo Silvestri 1904. Dimerogonus aveburyi ingår i släktet Dimerogonus och familjen Cambalidae. Inga underarter finns listade i Catalogue of Life.